# Grimoald III.

Monogramm Grimoalds III.

Grimoald III. (auch Grimuald, Grimvald, Grimoldus; * vor 773; † April 806) war von 788 bis 806 dux gentis Langobardorum (Herzog der Langobarden) im Herzogtum Benevent.

## Leben

### Herkunft und Jugend
Grimoald ist der einzige den Vater überlebende Sohn des Herzogs Arichis II. von Benevent und der Adelperga, Tochter von König Desiderius.
Um 787 sandte Arichis II. seinen Sohn Romuald mit Geschenken zu Karl dem Großen, der in Rom weilte, um seine Bündnistreue zu den Franken zu bekräftigen. Wahrscheinlich auf Betreiben Papst Hadrians I. nahm Karl Romuald als Geisel und marschierte nach Capua im Herzogtum Benevent ein, während sich Arichis ins stark befestigte Salerno zurückzog. Darauf sandte Arichis seinen Sohn Grimoald zu Karl, der einen Friedensvertrag aushandeln konnte, welcher einen persönlichen Treueid und einen jährlichen Tribut von 7000 Solidi vorsah. Die Städte Arce, Aquino, Arpino, Sora, Teano und Capua sollten an den Kirchenstaat abgetreten werden, wodurch Rom und Neapel mittels eines breiten „Korridors“ verbunden würden. Grimoald III. folgte als Geisel seines Vaters Karl dem Großen ins Frankenreich, während Romuald freigelassen wurde. Die fränkisch-byzantinische Allianz war beendet und so übergab Arichis die Städte nicht an den Papst, sondern soll stattdessen ein Bündnis mit Byzanz und seinem dort im Exil lebenden Schwager Adelchis geschlossen haben.

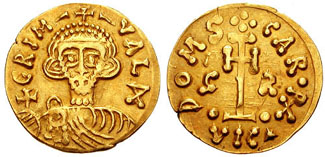
Tremissis Grimoalds
GRIM--VAL DX; DOMS CAR•RX VIC
Grimvald dux; Dominus Carolus rex victor
Herzog Grimoald; Herr Karl (der Große), König und Sieger

### Herrschaft
Arichis starb am 26. August 787, doch Karl zögerte Grimoald III., den rechtmäßigen Erben, aus der Geiselhaft nach Benevent zu entlassen. Adelperga übernahm für einige Monate die Regentschaft, bis Grimoald III., der Karls Oberherrschaft anerkannte und einen Treueid schwor, Anfang 788 Herzog von Benevent und Salerno wurde.
Ein byzantinisches Heer unter dem sacellarius (Schatzmeister) Johannes, dem patricius Theodorus von Sizilien und Adelchis landete 788 in Kalabrien und verwüstete das beneventanische Gebiet. Grimoald zog mit dux Hildeprand von Spoleto und dessen Aufgebot und einigen Franken, die unter Karls Bevollmächtigtem Wineghisus (Winigis) standen, den Invasoren entgegen und schlug sie in einer für die Byzantiner verlustreichen Schlacht. Neben dem Oberbefehlshaber Johannes sollen 4.000 Griechen gefallen und 1.000 in Gefangenschaft geraten sein.

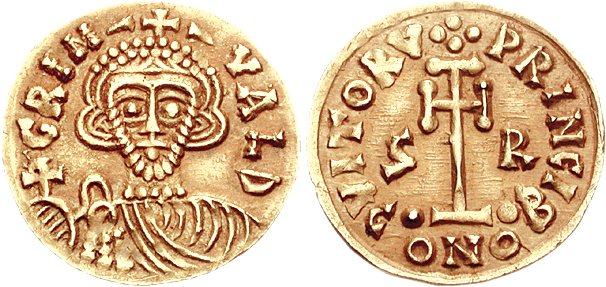
Tremissis Grimoalds nach 792
GRIMVALD; VITORV PRINCI
Grimoald, Fürst

Um 790 ging Grimoald ein Bündnis mit den Byzantinern ein und heiratete Euanthia, eine Enkelin des hl. Philaretos und Schwägerin Kaiser Konstantins VI., was ein fränkisches Eingreifen heraufbeschwor. König Pippin, Karls Sohn und Stellvertreter in Italien, verwüstete 791 das Beneventanische. 792 unterstützte ihn sein Bruder König Ludwig von Aquitanien bei einem zweiten Feldzug, der wegen einer Hungersnot abgebrochen wurde.
Ab 792 führte Grimoald den Titel princeps und auf seinen Münzen wurde der Name Karls des Großen nicht mehr genannt. In Urkunden führte er den Titel Grimoalt summo magno princ Langobardorum genti (Grimoald, allerhöchster Fürst des langobardischen Volkes). Um 795 ließ Grimoald sich von Euanthia scheiden und schickte sie wieder zurück nach Hause.
Im Spätsommer 800 schickte König Karl seinen Sohn Pippin erneut zu einem Feldzug ins Beneventer Gebiet, der ebenfalls ergebnislos verlief. Im Jahr 802 belagerte Grimoald den fränkischen comes (Graf) oder dux (Herzog) Winnigis von Spoleto in Luceria, nahm ihn gefangen und ließ ihn nach einem Jahr wieder frei.
Grimoald starb im April 806 und wurde in der Kathedrale von Salerno neben seinem Vater und seinen Brüdern beigesetzt.